# Franz Peter Knoodt
Franz Peter Knoodt (né le 6 novembre 1811 à Boppard, mort le 27 janvier 1889 à Bonn) est un philosophe et théologien prussien.

## Biographie
Il est le fils du maire de Boppard Heinrich Knoodt et son épouse Josepha Goutzen. Il est un cousin d'August et de Peter Reichensperger. En 1829, il entame des études de théologie catholique à l'université de Bonn où il fait la connaissance des idées de Georg Hermes puis va en 1831 à Tübingen puis est au séminaire de Trêves en 1833. Il est ordonné prêtre deux ans plus tard et est chapelain à l'église Notre-Dame de Trèves. En 1837, il est professeur de religion à Coblence.
Ses premiers écrits traitent des idées d'Anton Günther. En 1841, Knoodt se rend à Vienne pour être son élève pendant trois ans. En 1844, il part à Breslau. Il rencontre Jean-Baptiste Baltzer et Peter Joseph Elvenich qui s'inspirent également de Hermes et de Günther.
Dans son article de Günther dans Allgemeine Deutsche Biographie, Knoodt décrit la philosophie de Günther qui est en grande partie la sienne. Ils refusent le néothomisme, le ultramontanisme mais aussi le panthéisme et défendent un dualisme dans lequel l'esprit conscient de soi confronte la nature.
En 1845, il obtient une chaire à la faculté de philosophie de l'université de Bonn. En 1847, il est nommé titulaire après avoir refusé un poste à l'université de Tübingen. À Bonn, Knoodt donne des conférences sur la logique, la psychologie, la théorie de l'esprit, la métaphysique, l'éthique et l'histoire de la philosophie (notamment Augustin d'Hippone et Arthur Schopenhauer).
En 1853, Franz Jakob Clemens, jésuite et professeur agrégé de philosophie à Bonn, publie une critique de la philosophie de Günther. Il lui reproche de vouloir une pensée scientifique indépendante de la foi catholique. Knoodt souligne que la science et la foi ne s'excluent pas et qu'il est possible de trouver un pont entre une science libre et la vérité révélée du christianisme positif. L'archevêque de Cologne Johannes von Geissel condamne les idées de Günther. Il est inscrit dans l'Index librorum prohibitorum, Baltzer et Theodor Gangauf (en) vont à Rome pour le défendre. En 1854, Gangauf est remplacé par Knoodt. En 1857, l'inscription est définitive.
Lors de la révolution de mars, Franz Peter Knoodt soutient les réformes démocratiques. Le 23 mars, cinq jours après les conflits sanglants à Berlin, il fait un prêche en hommage aux victimes. Knoodt est de mai 1848 à février 1849 (avant l'adoption de la constitution) membre du Parlement de Francfort (circonscription de Neuwied). Il appartient au groupe Casino au sein du Zentrum.
En 1870, le premier concile œcuménique du Vatican prononce le dogme de l'infaillibilité pontificale. De nombreux professeurs catholiques, dont Knoodt, s'y opposent. L'Église vieille-catholique allemande se crée, Joseph Hubert Reinkens en devient son premier évêque. Knoodt s'y associe. En 1878, il est nommé vicaire général après la démission de Franz Heinrich Reusch et le reste jusqu'à sa mort.